# 麻省理工媒体实验室

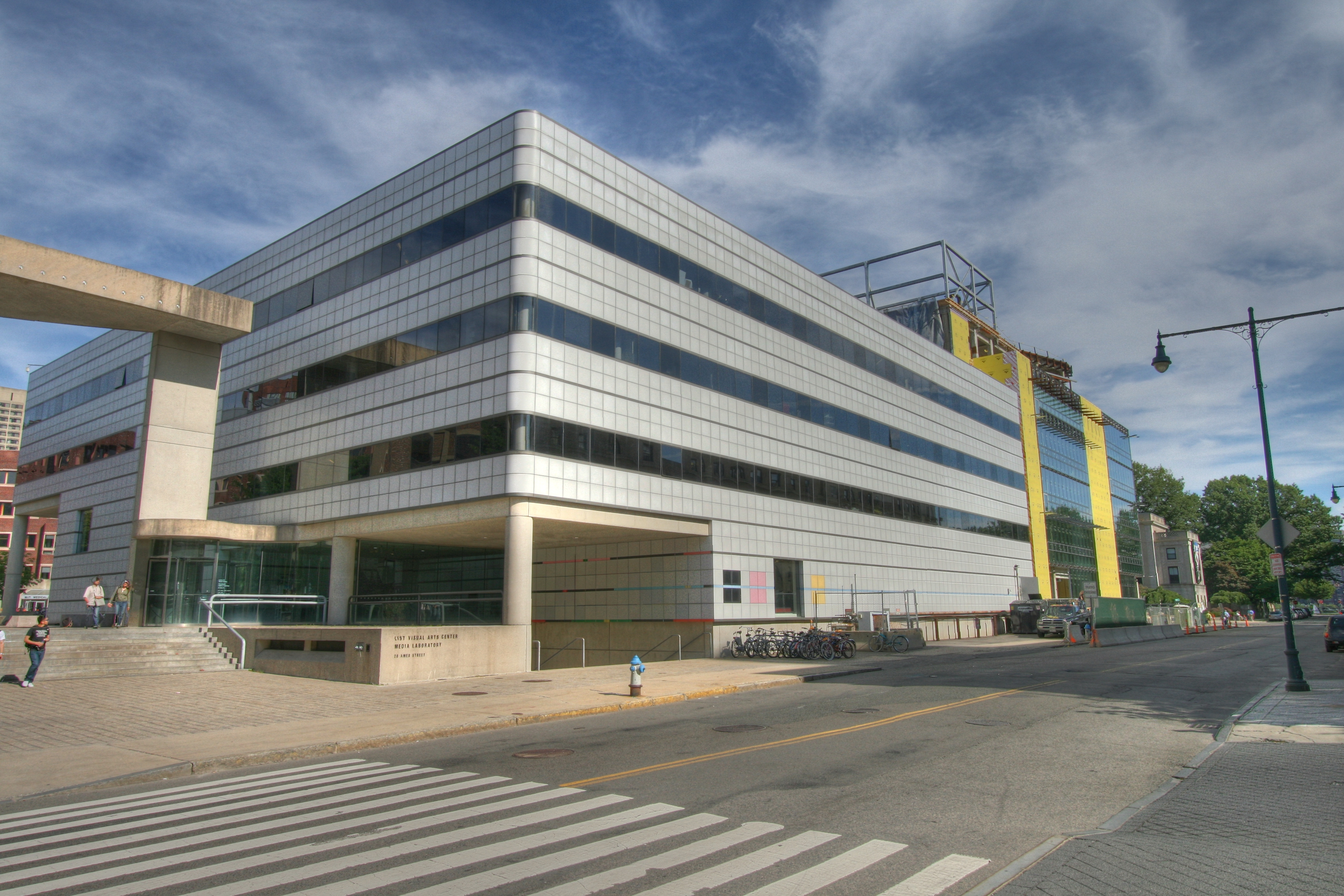
MIT媒体实验室威斯納館，由華裔建築師貝聿銘設計

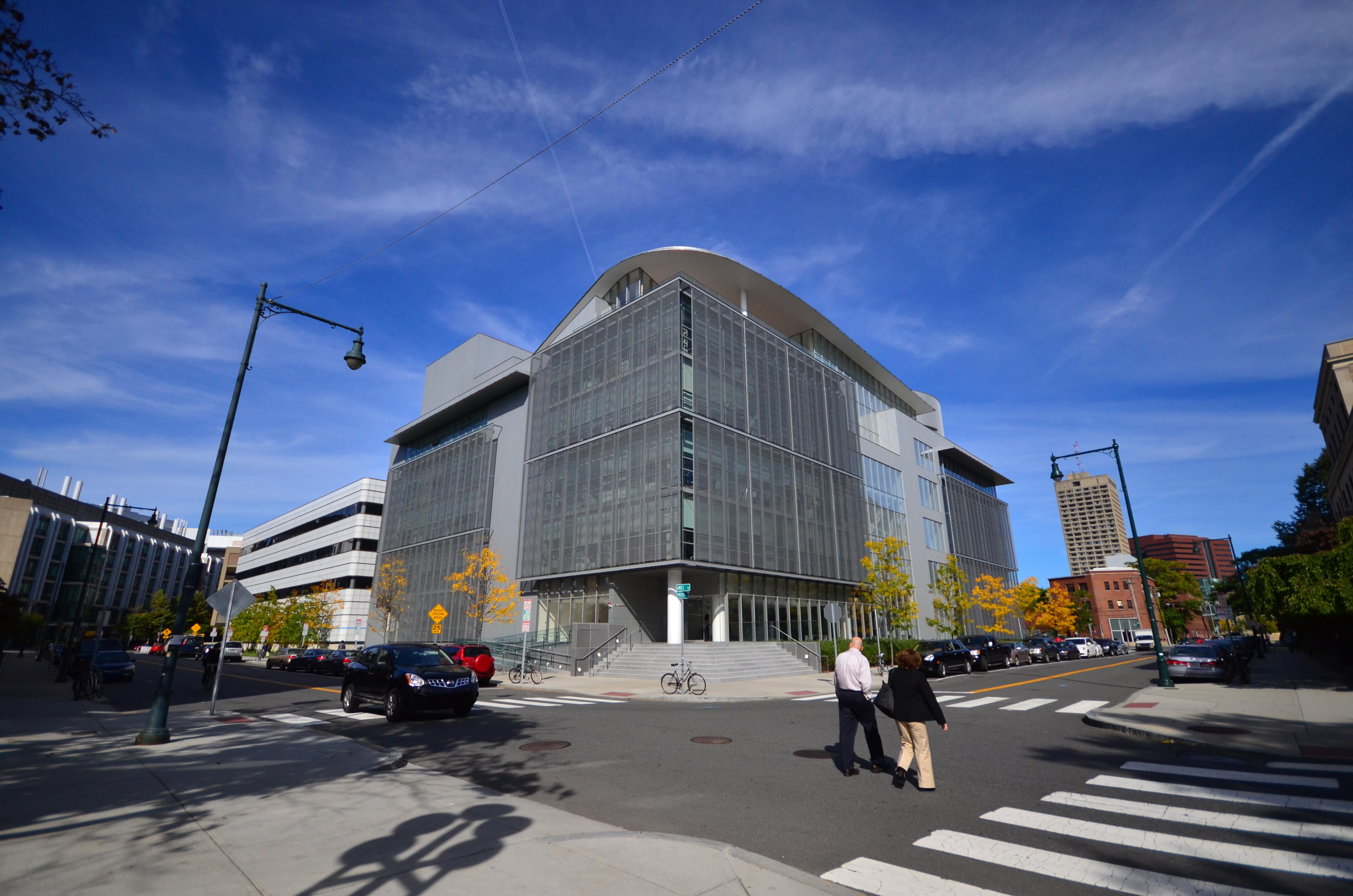
MIT媒体实验室的新建筑楼，由普利茲克獎获得者槙文彥设计

MIT媒体实验室（MIT Media Lab）隶属于麻省理工學院建筑与设计学院，致力于设计、多媒体及科技等方面技术转化的研究。上世纪九十年代，该实验的研究成果如无线网络、无线传感器及網頁浏览器等，被《连线》（Wired），《红鲱鱼》（Red Herring）等知名杂志报道，从而成为举世瞩目的研究機構。广泛用于电子书阅读器的电子墨水屏技术，也是源于该实验室。近年来，该实验室聚焦于应用设计和技术解决社会问题.
MIT媒体实验室是MIT教授尼古拉斯·尼葛洛龐帝（Nicholas Negroponte）和MIT前校长傑羅姆·威斯納（Jerome Wiesner）于1985年共同组建。

## 管理者
2011年4月25日，MIT媒体实验室宣布其下一任主管为伊藤穰一。其前任分别是尼古拉斯·尼葛洛龐帝（1985-2000），Walter Bender（2000-2006），和Frank Moss（2006-2011）。
媒体实验室有近70名管理者和辅助员工。实验室副主任是Hiroshi Ishii和Andrew Lippman。Pattie Maes和Mitchel Resnick是媒体艺术与科学的项目联系主管。Henry Holtzman是实验室的首席知识官。

## 当前研究
请参见实验室项目主页：
research （页面存档备份，存于）

## 研究经费
MIT媒体实验室主要从大公司获得资金资助。部分项目来源于NIH, NSF,和DARPA。

## 知识产权
资助MIT媒体实验室的公司可免费使用实验室研发出的技术及专利。其他公司需在相关技术专利公布两年后方可使用。

## 教员与研究人员
所有人员名单请见：

## 子公司
scratch